# 蹼泳
蹼泳是一種新興運動，指利用腰腹擺動前進的泳術，足部則須戴上蹼，有時也會配合其他適當器材（如呼吸器），而泳姿就像海豚一樣。

## 項目
蹼泳主要分為三大類，包括水面蹼泳、閉氣潛泳及器泳。
- 水面蹼泳：最基本的蹼泳，利用呼吸器呼吸，賽程分為50、100、200、400,800及1500米
- 閉氣潛泳：不能用呼吸器，故需要閉氣潛入水中一口氣游完全程，賽程50米
- 器泳：需要雙手伸直，並握著壓縮氧氣筒，利用口吸氣、鼻呼氣，賽程分為100、400及800米
- 雙蹼: 基本和自游泳相同賽程分為50,100,200,400米

## 歷史
蹼泳錦標賽起源於橡皮腳蹼。20世紀20年代初法國舉行蹼泳比賽，20世紀30年代和40年代意大利舉行蹼泳比賽，20世紀50年代在英國舉行蹼泳比賽。
世界青少年錦標賽冠軍和洲際錦標賽每兩年舉行。這項運動在1976年首次舉行。自1981年起在世界運動會舉行，2013年7月在第27屆夏季世界大學運動會舉行 。
歐洲錦標賽自1967年在意大利舉行，已經舉行過21次。亞洲蹼泳錦標賽在1989年開始，已舉辦了17次，最近的一次是2019年（中國）。

## 連結
- CMAS Finswimming Commission homepage （页面存档备份，存于）
- CMAS Finswimming Championships Archive （页面存档备份，存于）
- Finswimming on the History of CMAS website
- http://www.hkua.org.hk/ （页面存档备份，存于）